# 36-я отдельная бригада морской пехоты
36-я отдельная бригада морской пехоты имени контр-адмирала Михаила Белинского (укр. 36-та окрема бригада морської піхоти імені контрадмірала Михайла Білинського), сокращённо 36 ОБрМП, также известная как в/ч А2802, — соединение морской пехоты Украины. Находится в ведении Командования Морской пехоты ВМС Украины.
Сформирована в 2015 году на базе воинских частей, эвакуированных из Крыма, —  36-я отдельная бригада береговой обороны,  1-й отдельный батальон морской пехоты (Украина) и  501-й отдельный батальон морской пехоты. Место базирования — город Николаев.
Штатная численность — 2605 человек, по спискам на 19 мая 2020 года проходило 1533

## Предыстория

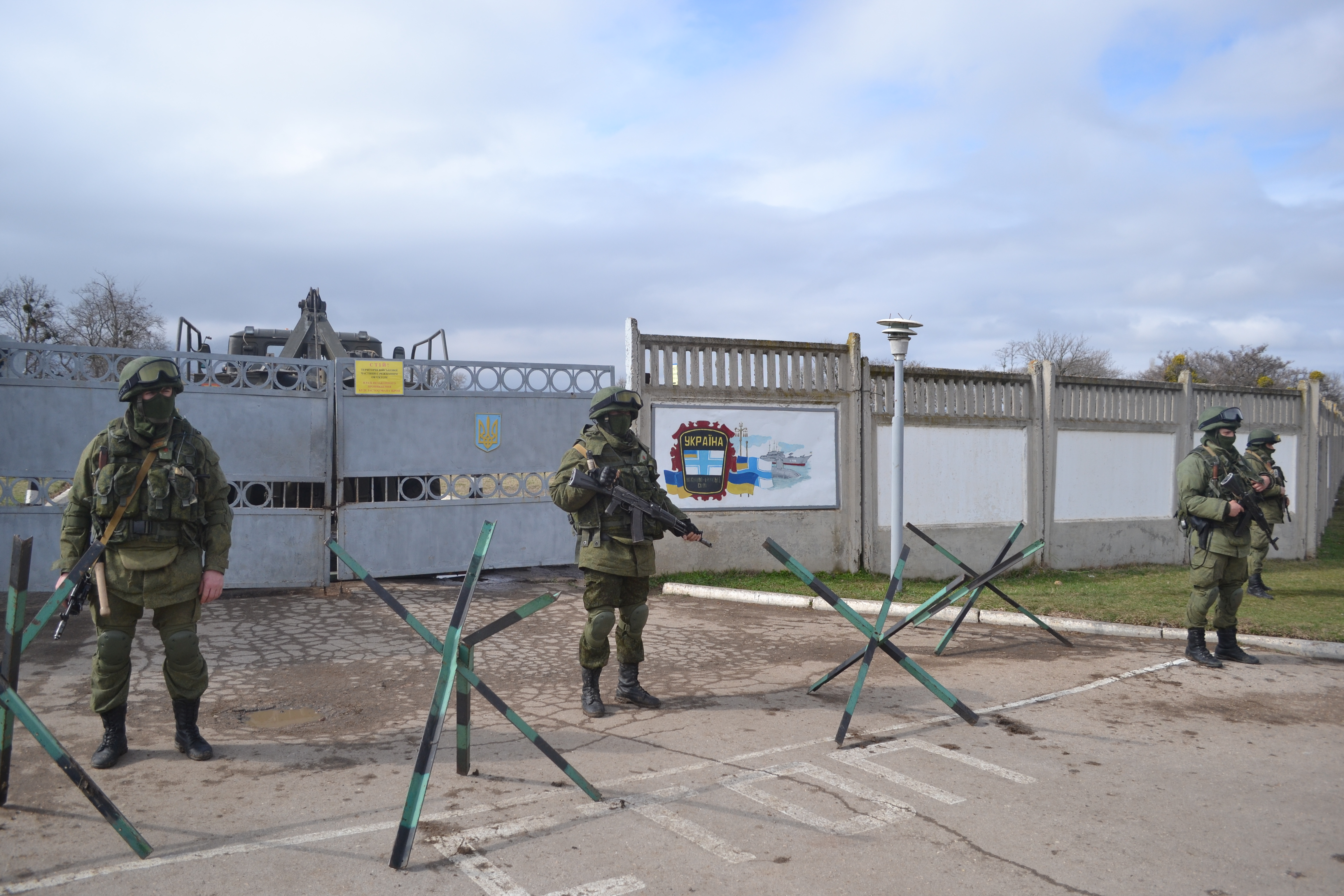
Блокада базы 36-й отдельной бригады береговой обороны российскими солдатами без знаков различия Перевальное, 9 марта 2014 года

В феврале 2014 года во время аннексии Крыма морская пехота Черноморского флота Украины была представлена 36-й отдельной бригадой береговой обороны, которой руководил Сергей Стороженко. Местом её постоянной дислокации было Перевальное, 1-й и 501-й отдельные батальоны морской пехоты, которые ранее штатно вводились в состав 36-й бригады береговой обороны, а в 2007 и 2008 годах опять вернули статус себе отдельных и базировались, соответственно, в Феодосии и Керчи.
Стороженко, стремясь сохранить жизни личного состава бригады, отказался исполнять отданный из Киева приказ удерживать позиции воинской части, за что был обвинён киевскими властями в государственной измене. Морские пехотинцы, оставшиеся верными воинской присяге ВС Украины, были эвакуированы из Крыма.
- 26 марта 2014 года из Крыма были выведены 47 военнослужащих 1-го батальона морской пехоты, которые были временно расквартированы в Геническе[6]. В итоге приняли решение продолжить службу в вооружённых силах Украины 137 военнослужащих 1-го батальона морской пехоты[7], которые покинули Крым с личными вещами, но без оружия и военной техники. 27 марта 2014 они были размещены в Киеве, в казармах Президентского полка[8].
- Из трёхсот военнослужащих 501-го батальона морской пехоты приняли решение продолжить службу в вооружённых силах Украины 59 военнослужащих, покинувших Крым 9 апреля 2014 года[9].

В общей сложности из 600 расквартированных в Крыму морских пехотинцев на материковую часть Украины переехало 200 человек.
Из числа военнослужащих этой бригады, а также 1-го и 501-го отдельных батальонов морской пехоты планировалось сформировать новую воинскую часть — сводное подразделение морской пехоты.
Параллельно эвакуации начались обустройство военных городков, доукомплектование подразделений личным составом и техникой, их подготовка к ведению боевых действий, а также восстановление вооружения и техники, которые пострадали во время эвакуации из Крыма. В подразделениях 36-й отдельной бригады береговой обороны и обоих батальонов числилось до 450 военнослужащих и 9 единиц боевой техники. Еще до 63 единиц боевой и другой техники были вывезены из Крыма в разукомплектованном и поврежденном состоянии. Около 22 единиц были восстановлены силами морских пехотинцев. Остальная техника передана для восстановления в ремонтные службы ВСУ.
Параллельно с выполнением боевых задач в зоне проведения АТО подразделения бригады активно участвуют в мероприятиях международного сотрудничества, проведения международных учений, выполняют задачи по охране и обороне важных объектов.

## Создание
В 2015 году было принято решение сформировать в Николаеве 36-ю отдельную бригаду морской пехоты из числа военных, оставшихся верными присяге Вооружённых сил Украины. В бригаду вошли также 1-й и 501-й отдельные батальоны морской пехоты. Ее командиром стал бывший командир 1-го батальона морской пехоты подполковник Дмитрий Делятицкий. Военные части и подразделения отдельной бригады морской пехоты разместились на фондах военных городков № 141 (полуостров Аляуды) и № 117 г. Николаев.

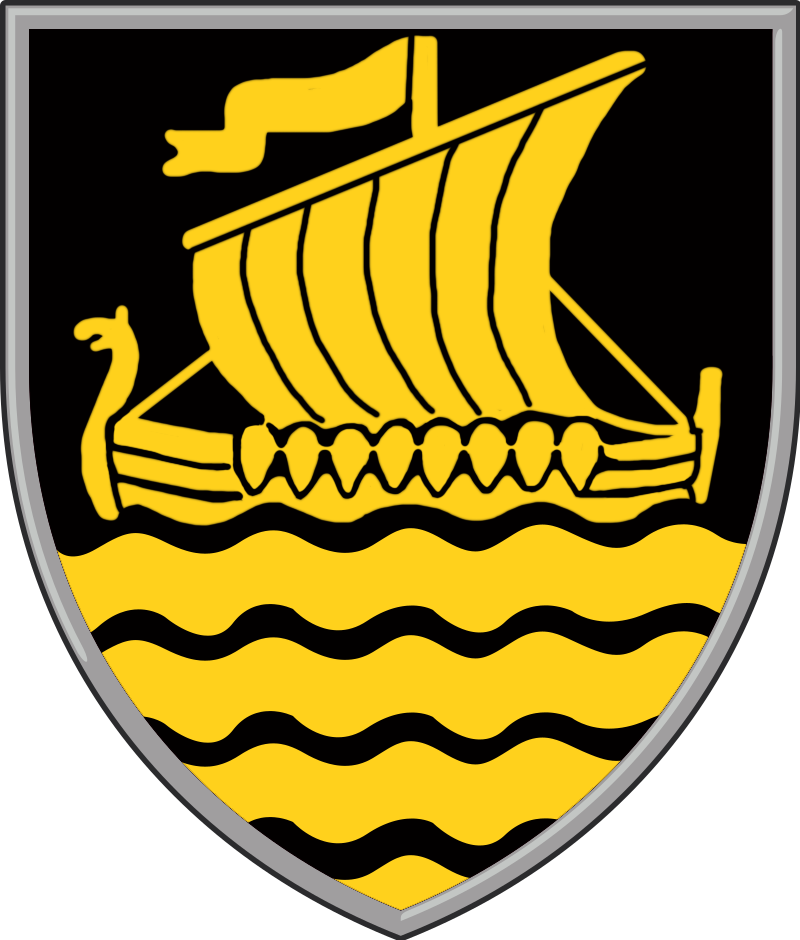
Прежняя эмблема 36-й отдельной бригады морской пехоты

Менее чем через год после вывода из Крыма на базе трех воинских частей была сформирована 36-я отдельная бригада морской пехоты, которая после доукомплектования и проведения мероприятий боевого согласования с проведением бригадного тактического обучения с боевой стрельбой была направлена в зону АТО.

## Участие в войне на Донбассе. Боевые потери
36 ОБрМП участвовала в АТО на Мариупольском направлении. 26 февраля в результате снайперского обстрела на посту в районе между посёлком городского типа Талаковка и селом Пикузы погиб военный 36-й бригады Напрягло Роман Дмитриевич.
13 марта 2015 года погиб солдат 36-й бригады Николай Жиганюк, 15 июня того же года в посёлке Мангуш погиб младший сержант Масный Сергей Анатольевич.
В июле 2015 года Президент Украины передал военную технику созданной бригаде морской пехоты, в том числе 100 единиц американских HMMWV М998.
25 августа 2015-го погиб во время ночного артиллерийского обстрела вблизи сел Коминтерново-Лебединского Волновахского района матрос Федор Угрин — снаряд разорвался в 4 метрах от него. 1 сентября 2015 погиб солдат Кучма Олег Александрович, место и обстоятельства не уточнены.
10 мая 2016 года в боях за Широкино погиб военный 36-й бригады Александр Савинов. 4 июля вечером позиции украинских военных возле Широкино были обстреляны из 120-мм минометов. Старший матрос Василий Гончарук погиб, еще четверо морских пехотинцев получили ранения. 8 августа скончался матрос Простяков Сергей Сергеевич.
8—21 октября 2016 года подразделения 36-й бригады смогли нанести ощутимые потери пророссийским формированиям 9-го полка на мариупольском направлении, ликвидировав по меньшей мере 11 противников и взяв в плен снайпера.
8 января 2017 года взорвались на мине и погибли военные 501-го батальона 36-й бригады — младший сержант Николай Охрименко, Сергей Сонько и Сергей Трубин. 16 февраля от пулевого ранения вблизи с. Водяное Волновахского района в результате обстрела взводного опорного пункта пророссийскими формированиями погиб младший сержант Прончук Тарас Викторович. 2 марта под Мариуполем погиб военный 36-й бригады морской пехоты Александр Вознюк. 6 марта погиб от пулевого ранения, которое получил в ходе трехчасового боя вблизи с. Водяное, матрос Веремеенко Александр Юрьевич. 30 апреля во время выполнения боевого задания вблизи села Водяное получил смертельное ранение матрос Савлук Павел Валентинович.
1 июня 2017 года морские пехотинцы 36-й бригады вернулись в пункты постоянной дислокации после года службы в зоне проведения АТО на Приморском направлении. Торжественные встречи героев прошли в Бердянске, Мариуполе и Николаеве. 30 января 2018 под Талаковкой от пули снайпера погиб старший матрос Артем Скупейко.
14 февраля 2018 года в бывшем пансионате близ Широкино (Волновахский район) убиты четверо военнослужащих. На теле погибших обнаружены огнестрельные пулевые ранения, а в помещении — признаки сокрытия преступления (поджог и закладка взрывчатки). Тогда погибли старший матрос Жовтобрюх Артем Олегович, матрос Новицкий Андрей Юрьевич, младший лейтенант Бурданов Александр Александрович и старший матрос Литвиненко Валерий Владимирович. Следователи установили причастность к убийству двух военнослужащих, служивших вместе с погибшими. Подозреваемые в совершенном признались, проведен следственный эксперимент. Известно, что преступление произошло на почве неуставных отношений прохождения военной службы.
11 марта 2018 года под Широкиным погиб младший сержант Александр Швец.
В декабре 2018 года морские пехотинцы из состава бригады приступили к испытаниям десантно-штурмовых катеров проекта «Кентавр-ЛК», которые незадолго до того прибыли в Одессу на испытания. Морские пехотинцы в составе взвода проверяли вместимость личного состава, снаряжения и боеприпасов на борту десантно-штурмового катера.
1 июля 2019, в предобеденное время при выезде на эвакуацию раненого вблизи с. Водяное (Волновский район), санитарный автомобиль Hummer HMMWV был обстрелян из ПТРК. В результате прямого попадания ракеты водитель Сергей Майборода погиб на месте. Смертельное ранение получила сержант Ирина Шевченко.
7 августа 2019 года, в результате обстрела в районе Павлополя погибли четверо военнослужащих бригады. 12 августа скончался сержант Дашковец Дмитрий Дмитриевич. 10 октября от пулевого ранения в шею в результате обстрела снайпером погиб старший матрос Волк Юрий Владимирович. 11 октября скончался в Областной клинической больнице им. Мечникова от ран под Широкиным прапорщик Вячеслав Кубрак. 16 октября 2019 года под Водяным погиб старший матрос Крыль Степан Валерьевич.
30 октября 2020, в 00:28, противник, применяя гранатометы различных систем и стрелковое оружие, дважды открывал прицельный огонь по позициям 36-й ОБРМП неподалеку от с. Водяной. В результате вражеского огня погибли сержант Бондарюк Владимир Владимирович и старший сержант Старостин Михаил Григорьевич.
21 января 2021, около 20:00, во время вражеских обстрелов вблизи с. Гнутовое в результате полученного огнестрельного пулевого сквозного ранения шеи, не совместимого с жизнью, погиб старший матрос Отрепьев Александр Сергеевич.
19 марта 2021, во время массированного минометного и гранатометного обстрела позиций бригады вблизи с. Водяное, погиб младший сержант Грабар Андрей Владимирович.

## Вторжение России на Украину (2022)
Украинская сторона заявила, что 13 апреля в результате вторжения России подразделения 36-я отдельная бригада морской пехоты сумели соединиться с силами полка Азов.
В тот же день появились заявления и видео российской стороны о том, что более тысячи военнослужащих 36-й отдельной бригады морской пехоты ВМС ВСУ попали в плен в Мариуполе.
В июле 2022 появилось видео, на котором показаны военнослужащие 36-й бригады, воюющие в Херсонской области.
Летом 2023 года бригада принимала участие в контрнаступлении Украины на Великоновосёлском направлении.
С 18 августа 2024 года 501-й батальон бригады принимает участие в наступлении ВСУ в Курской области.

## Структура

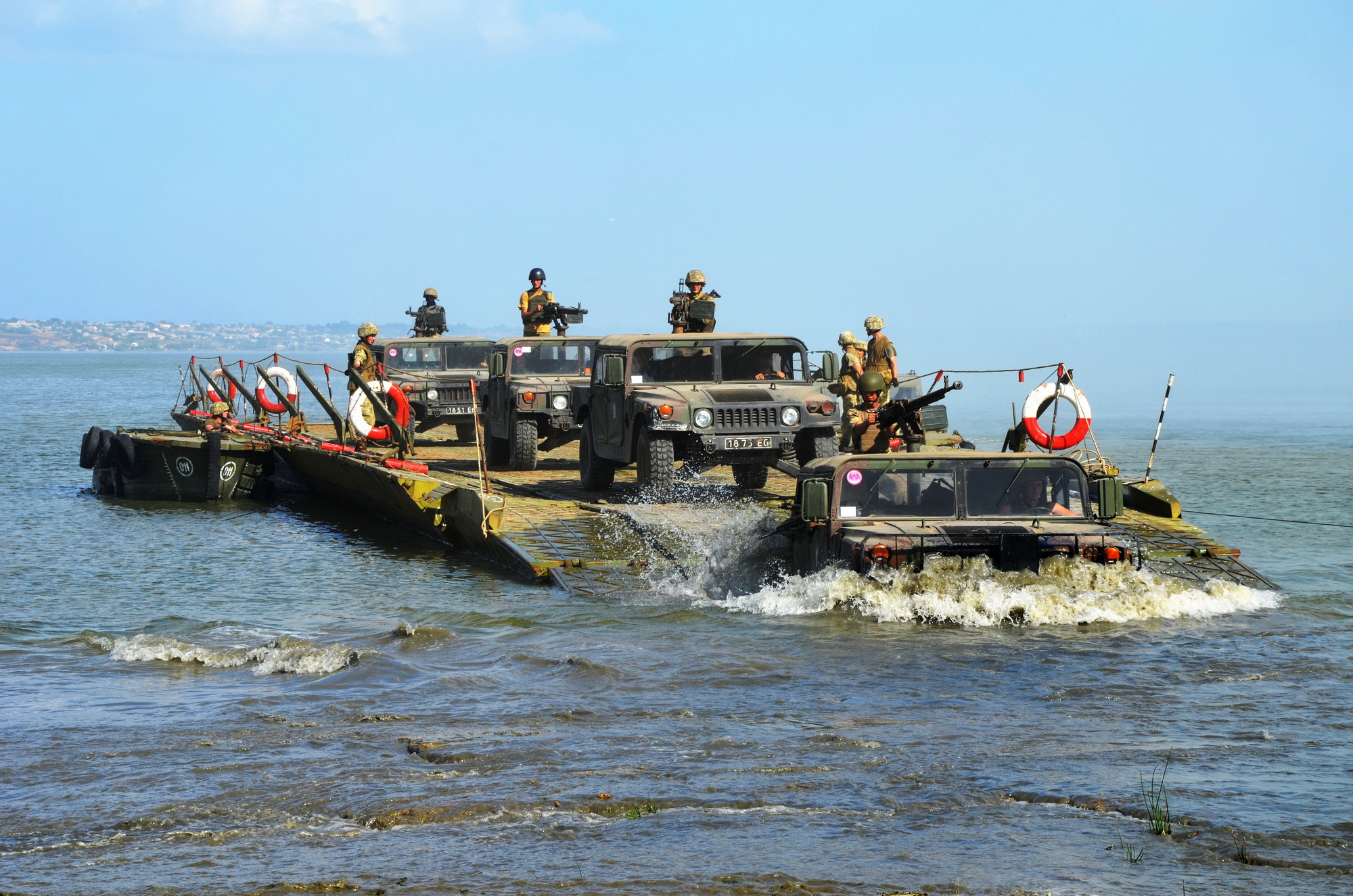
Морские пехотинцы 36-й бригады морской пехоты на учениях.

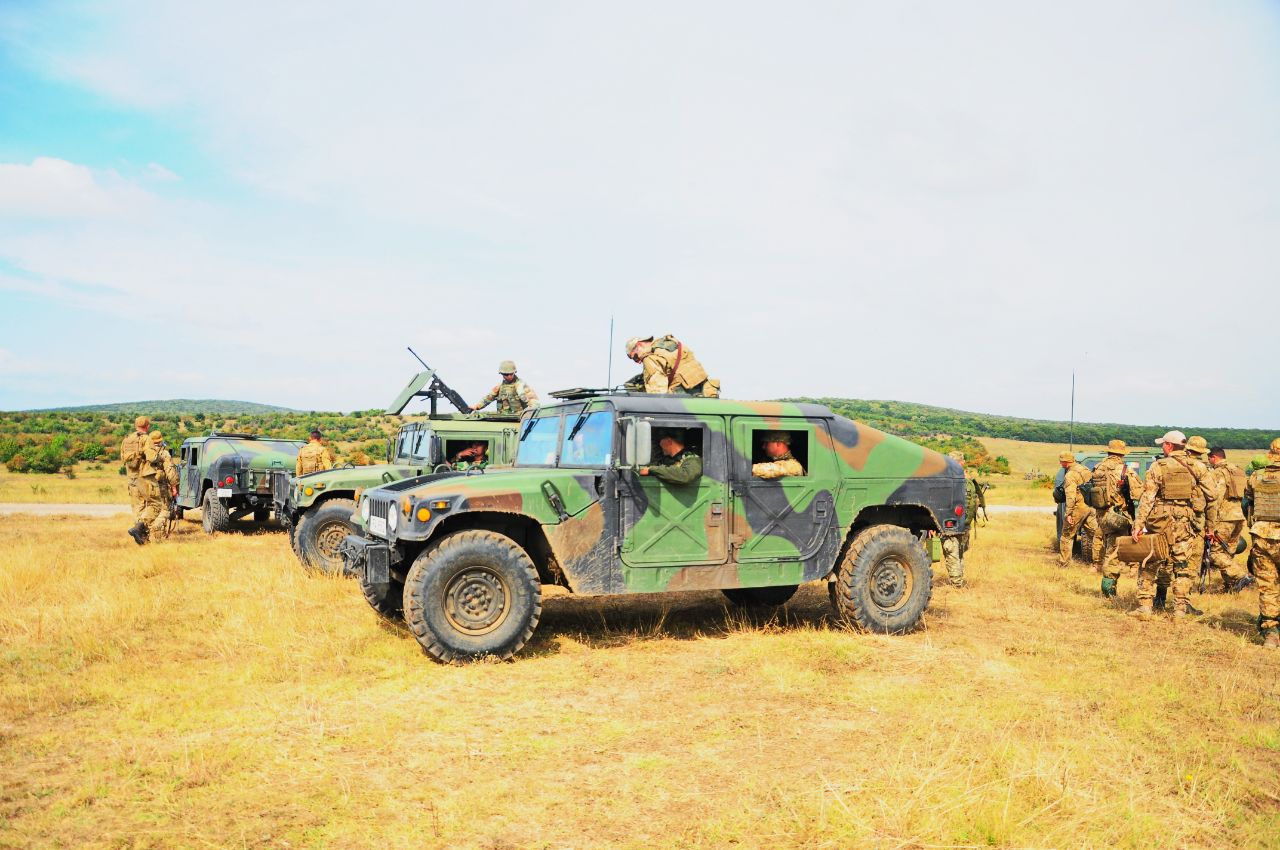
Морские пехотинцы 36-й бригады морской пехоты на международных учениях Platinum Eagle 2018 (Румыния, полигон Бабадаг).

- управление (в том числе штаб)
- 503-й отдельный батальон морской пехоты (г. Мариуполь, Донецкая область)[37]
- 501-й отдельный батальон морской пехоты, А1965 (А0669), г. Бердянск
- 1-й отдельный батальон морской пехоты, А2777 (А2272), г. Николаев
- танковый батальон (Т-80, до
- 2017—Т-64)[38]
- бригадная артиллерийская группа:
  - батарея управления и артиллерийской разведки
  - гаубичный самоходно-артиллерийский дивизион
  - противотанковый артиллерийский дивизион
  - реактивный артиллерийский дивизион
- зенитный ракетно-артиллерийский дивизион
- ремонтно-восстановительный батальон
- группа инженерного обеспечения
- группа материального обеспечения
- разведывательная рота
- рота снайперов
- рота радиоэлектронной борьбы
- рота радиационной, химической, биологической защиты
- полевой узел связи
- медицинская рота

## Командование

### Командиры
- 2015—2018: полковник Делятицкий, Дмитрий Евгеньевич
- 2018—2021: полковник Гнатов, Андрей Викторович[39]
- 2021—2022: полковник Баранюк, Владимир Анатольевич
- 13 апреля 2022 — май 2022 майор Волынский, Сергей Ярославович[40]
- с мая 2022 — полковник Сикоза Виктор Александрович[41]

### Начальники штаба
- 2016—2018: полковник Гнатов, Андрей Викторович
- До апреля 2022: полковник Кормянков, Дмитрий Александрович

## Традиции
7 июля 2019 бригаде было присвоено имя контр-адмирала Михаила Белинского, командира Дивизии морской пехоты Директории УНР.
22 июля 2019 появилось сообщение, что Начальник Генерального штаба Руслан Хомчак утвердил новую нарукавную эмблему 36-й бригады морской пехоты. 20 июля бригада отметила четвёртую годовщину со дня создания. Рисунки новой эмблемы в полноцветном и приглушённом вариантах показали в телевизионной программе военного телевидения «ProВійсько» за 20 июля.